# South Moor
South Moor – wieś w Anglii, w hrabstwie Durham. Leży 13 km na północny zachód od miasta Durham i 387 km na północ od Londynu.